# Myrtiotissa
Myrtiotissa är en strand i Grekland.   Den ligger i regionen Joniska öarna, i den västra delen av landet, 400 km nordväst om huvudstaden Aten. Myrtiotissa ligger på ön Korfu.